# Митчелл, Шей
Шеннон Эшли Гарсия «Шей» Митчелл (англ. Shannon Ashley Garcia "Shay" Mitchell; род. 10 апреля 1987) — канадская актриса и модель.

## Биография
Шей Митчелл родилась в семье ирландца и филиппинки в Миссиссоге, Онтарио, Канада. Шей имеет ирландские, филиппинские и шотландские корни. Уже в детстве она проявила интерес к игровому искусству. В возрасте пяти лет начала брать уроки танца, а позже с одноклассниками участвовала в соревнованиях с другими танцевальными школами города.
Когда Шей было 10 лет, она с семьёй переехала в Ванкувер, Британская Колумбия. Меньше чем через год после переезда она приняла участие в кастинге, организованном международным модельным агентством среди девочек, и стала одной из победительниц. Так началась её успешная карьера модели. Она работала для множества компаний в различных городах, таких как Бангкок, Гонконг и Барселона. Фотографии Митчелл появлялись в онлайн-версии журнала Maxim в разделе «Девушка дня», а в 2011 году она стала лицом новой серии продуктов бренда Pantene.
Позже, вернувшись в Торонто, Шей начала брать курсы актёрского мастерства. В 2009 году она появилась в роли модели в молодёжном сериале «Деграсси: Следующее поколение». В следующем году она снялась в ряде эпизодов диснеевского сериала «Настоящий Арон Стоун» в роли Айрины Уэббер. Также она снялась в клипе на песню «Hold my hand» известного исполнителя Шона Пола и появилась в одном из телесериалов ABC «Копы-новобранцы».
Настоящая популярность к Митчелл пришла после того, как ей удалось получить роль Эмили Филдс — одной из главных героинь в сериале «Милые обманщицы», дебютировавшем 8 июня 2010 года на канале ABC Family. С приходом популярности Митчелл стали приглашать на телевизионные шоу и передачи. В частности, в 2010 году она представляла лауреатов премии Teen Choice Awards, а в 2011 году участвовала в музыкальном телешоу «Новогодняя вечеринка-2011», была гостьей телешоу Мо’Ник и вручала музыкальные премии канадского телеканала MuchMusic.

## Личная жизнь
В школьные годы Шей стеснялась себя из-за смешанной крови, но в будущем она сумела принять себя такой, какой является[стиль]. В интервью журналу Cosmopolitan на вопросы об ориентации призналась, что предпочитает не ставить на себя ярлыки. Актриса утверждает, что могла бы полюбить и парня, и точно также могла бы полюбить и девушку.
1 января 2019 года Митчелл сообщила в своём профиле в Instagram, что в 2018 году у неё случился выкидыш на 14-й неделе беременности. 28 июня 2019 года Митчелл в аккаунте в Instagram и на своём канале на YouTube сообщила, что ждёт ребёнка от своего партнёра Мэтта Бабеля. 20 октября 2019 года родилась дочь Атлас Ноа. В июне 2022 года актриса родила вторую дочь, которую назвали Роум.

## Фильмография
| Год       |     | Русское название              | Оригинальное название          | Роль                    |
| --------- | --- | ----------------------------- | ------------------------------ | ----------------------- |
| 2009      | с   | Деграсси: Следующее поколение | Degrassi: The Next Generation  | Модель                  |
| 2010      | с   | Копы-новобранцы               | Rookie Blue                    | Симпатичная девушка     |
| 2010      | с   | Настоящий Арон Стоун          | Aaron Stone                    | Айрина Уэббер           |
| 2010—2017 | с   | Милые обманщицы               | Pretty Little Liars            | Эмили Филдс             |
| 2012      | с   | Хор                           | Glee                           | Девушка в жёлтом жакете |
| 2013      | кор |                               | Immediately Afterlife          | Марисса                 |
| 2016      | ф   | Несносные леди                | Mother's Day                   | Тина                    |
| 2016      | ф   | Страна грёз                   | Dreamland                      | Николь                  |
| 2018      | с   | Ты                            | You                            | Пич                     |
| 2018      | ф   | Кадавр                        | The Possession of Hannah Grace | Меган Рид               |
| 2019—2022 | с   | Куколка                       | Dollface                       | Стелла Коул             |

## Музыкальные клипы
| Год  | Артист     | Название           |
| ---- | ---------- | ------------------ |
| 2009 | Шон Пол    | «Hold My Hand»     |
| 2016 | Ник Джонас | «Under You»        |
| 2017 | Логан Пол  | «Help me help you» |

## Награды и номинации
- «Молодой Голливуд», 2011 — Лучший актёрский ансамбль («Милые обманщицы», совместно с Тройэн Беллисарио, Люси Хейл и Эшли Бенсон)[8]